# Maria Lo Porto
Maria Lo Porto (* 27. August 1989 in Ibbenbüren) ist eine deutsche Laienschauspielerin, die vor allem durch ihre Rolle in der RTL-II-Seifenoper Köln 50667 bekannt wurde.

## Leben
Lo Porto kam in der westfälischen Stadt Ibbenbüren zur Welt. Im Frühjahr 2016 stieß sie zur Produktion der Seifenoper Köln 50667, wo sie die Rolle der temperamentvollen Italienerin Sophia Luprano übernahm. Erstmals war sie am 12. April 2016 (Folge 829) auf dem Bildschirm zu sehen. Fast drei Jahre lang war sie Mitglied des Hauptcasts. Als ihr Vertrag auslief, einigte sie sich mit den Produzenten der Serie auf eine Pause. Von 2019 bis 2021 gehörte sie wieder zur festen Stammbesetzung der Serie.
Lo Porto lebt in Köln.

## Filmografie
- 2016–2018, 2019–2021: Köln 50667 (Fernsehserie)
- 2021: CoupleChallenge – Das stärkste Team gewinnt (Reality-Show)